# Nahr el-Kalb
Nahr el-Kalb (arabsko نهر الكلب‎, slovensko Pasja reka) je reka v Libanonu, ki izvira v Jeiti in se po 31 km izliva v Sredozemsko morje.

## Stele
Nahr el-Kalb  je antična reka Lycus. V preteklosti so generali in osvajalci ob njenem ustju postavljali svoje spomenike, znane kot Spominske stele Nahr eč-Kalba.

## Sklic
1. ↑  Commemorative stela of Nahr el-Kalb, Mount Lebanon.  United Nations Educational, Scientific and Cultural Organization. www.unesco.org. Pridobljeno 26. junija 2018.